# Жить (фильм, 2010)
«Жить» — российский кинофильм 2010 года, психологически-остросюжетная драма режиссёра Юрия Быкова, его дебют в полнометражном кино.

## Сюжет
Пожилой охотник приезжает за город со своей собакой для того, чтобы поохотиться на птицу. Внезапно из леса выбегает молодой мужчина, которого преследуют трое вооружённых людей. Он бросается в машину к охотнику, и они вместе пытаются скрыться, но вскоре машина застревает, и они вынуждены добираться до города пешком. По дороге охотник пытается познакомиться и разговорить «земляка». Тот ничего не рассказывает о себе и даже не хочет представляться, но, преодолевая вместе трудности пути, они постепенно начинают разговаривать. В результате общения охотник понимает, что их жизненные позиции абсолютно противоположны: он верит в Бога, а его попутчик — нет; охотник не может представить, как можно убить человека, а «земляк» уверен, что «если жить захочешь, то убьёшь». Более того, мужчина все время подчеркивает, что охотник ему безразличен и при необходимости он его не пощадит.
Спасаясь от преследователей, беглецы забегают в перелесок, но их местонахождение выдаёт лаем собака охотника. Мужчина приказывает её убить. Для охотника это становится шоком, но он вынужденно соглашается, понимая, что иначе убьют их обоих. Мужчина душит собаку ремнём, и им на какое-то время удаётся оторваться от погони. Подойдя к речке, они видят на другом берегу рыбака. Мужчина просит рыбака отвезти их в город, но тот отказывается. Тогда он приказывает охотнику держать рыбака на прицеле ружья, тогда как он переплывёт речку и отберёт у него ключи от машины. Но рыбак, испугавшись, бежит к машине и уезжает, а охотник не находит в себе сил в него выстрелить. После ссоры охотник уходит своей дорогой, а мужчина остаётся на берегу.
Мужчина выходит к заброшенному животноводческому комплексу, неподалёку от которого стоит старый дом. Преследователи настигают его в доме, но мужчина обезоруживает одного из них и берёт в заложники. Тут выясняется, что люди тоже взяли охотника в заложники, и мужчина стоит перед выбором: спасти охотника или уехать одному на машине преследователей в город. Он выбирает первый вариант, и после короткой погони (в ходе которой мужчина называет охотнику своё имя — Андрей), они оказываются загнанными на полуразрушенную ферму. Внезапно у Андрея случается эпилептический припадок, и главарь преследователей обезоруживает его. Охотник начинает кричать, что хочет жить, и главарь даёт ему его двустволку с одним патроном. Охотник должен убить Андрея, или умрёт сам. После недолгого колебания охотник убивает Андрея, преследователи уезжают, а охотник пешком идёт в город, выбросив оружие в поле.

## В ролях
| Актёр                  | Роль             |
| ---------------------- | ---------------- |
| Владислав Толдыков     | охотник Михаил   |
| Денис Шведов           | Андрей           |
| Константин Стрельников | Олег             |
| Алексей Комашко        | Сергей           |
| Сергей Жарков          | Иван             |
| Сергей Сосновский      | старик-алкоголик |

## Награды
- Международный фестиваль фильмов о правах человека «Сталкер» — приз «Дебют-Сталкер» за игровой фильм[2]
- Фестиваль «Золотой Феникс» (Смоленск) — приз в номинации «Дебют»[3]
- Фестиваль «Амурская осень» (Благовещенск) — специальный приз Генерального продюсера фестиваля[4]